# Temascalcingo de José María Velasco
Temascalcingo de José María Velasco es una localidad mexicana del Estado de México, es la cabecera del Municipio de Temascalcingo. En el censo de 2020 estaba poblado por 14 091 habitantes.

## Toponimia
El nombre Temascalcingo proviene del náhuatl temazcalli, un baño termal prehispánico con propiedades medicinales, y de la partícula calli, que denota un objeto pequeño. De forma que Temascalcingo puede traducirse como «Lugar del pequeño temazcal». El sufijo José María Velasco hace referencia al pintor del siglo XIX José María Velasco Gómez Obregón, nativo de la localidad.